# Vittaria flexuosa
Vittaria flexuosa là một loài dương xỉ trong họ Pteridaceae. Loài này được Fée mô tả khoa học đầu tiên năm 1851.

## Hình ảnh

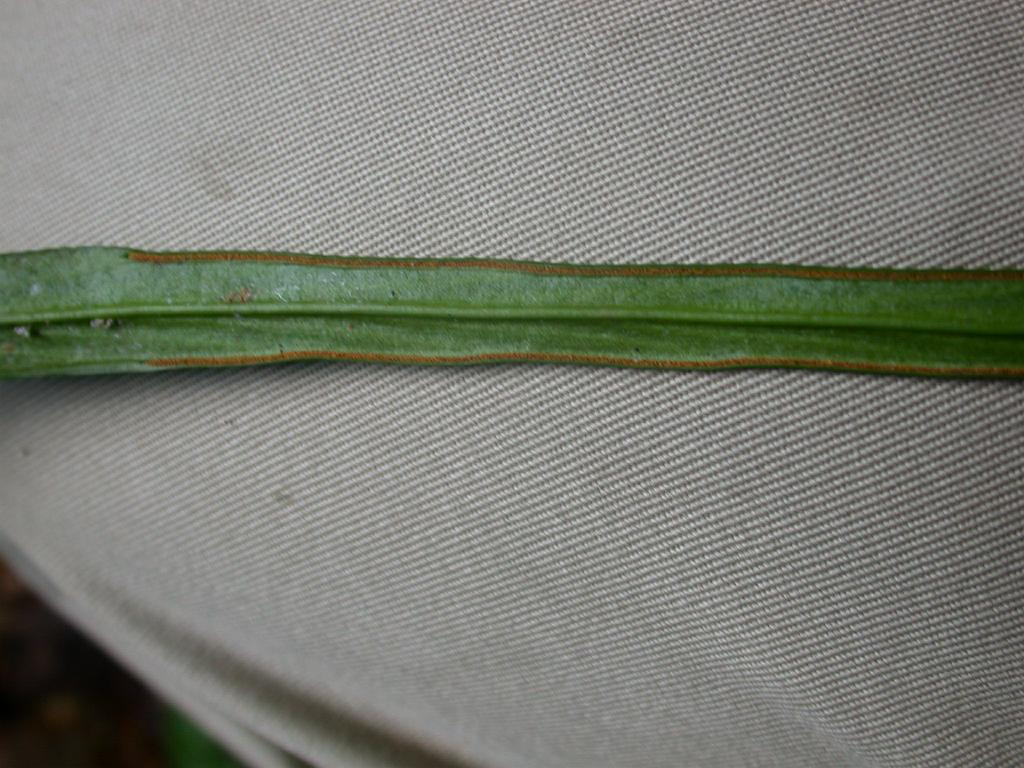